# دانيال روش
دانيال روش (بالإنجليزية: Daniel Roche)‏ ممثل إنجليزي ولد في 14 أكتوبر 1999 في إنجلترا بدأ مسيرته 2006 .

## روابط خارجية
- دانيال روش على موقع IMDb (الإنجليزية)
- دانيال روش على موقع قاعدة بيانات الفيلم (الإنجليزية)